# Boyacá (departman)
Boyacá je kolumbijski departman u središnjem dijelu države. Glavni grad je Tunja. Prema podacima iz 2005. godine u departmanu živi 1.211.186 stanovnika te je 13 kolumbijski deparman po broju stanovnika. Sastoji se od 13 provincija i 123 općina.

## Općine
U departmanu Boyacá se nalazi 13 provincija i 123 općina:
| 1. Cómbita 2. Cucaita 3. Chiquiza 4. Chivatá 5. Motavita 6. Oicatá 7. Siachoque 8. Samacá 9. Sora 10. Soracá 11. Sotaquira 12. Toca 13. Tunja 14. Tuta 15. Ventaquemada 1. Boavita 2. Covarachía 3. La Uvita 4. San Mateo 5. Sativanorte 6. Sativasur 7. Soatá 8. Susacón 9. Tipacoque 1. Briceño 2. Buenavista 3. Caldas 4. Chiquinquirá 5. Coper 6. La Victoria 7. Maripí 8. Muzo 9. Otanche 10. Pauna 11. Quipama 12. Saboyá 13. San Miguel de Sema 14. San Pablo de Borbur 15. Tununguá 1. Almeida 2. Chivor 3. Guateque 4. Guayatá 5. La Capilla 6. Somondoco 7. Sutatenza 8. Tenza | 1. Chiscas 2. El Cocuy 3. El Espino 4. Guacamayas 5. Güicán 6. Panqueba 1. Labranzagrande 2. Pajarito 3. Paya 4. Pisba 1. Berbeo 2. Campohermoso 3. Miraflores 4. Páez 5. San Eduardo 6. Zetaquirá 1. Boyacá 2. Ciénaga 3. Jenesano 4. Nuevo Colón 5. Ramiriquí 6. Rondón 7. Tibaná 8. Turmequé 9. Úmbita 10. Viracachá 1. Chinavita 2. Garagoa 3. Macanal 4. Pachavita 5. San Luis de Gaceno 6. Santa María 1. Arcabuco 2. Chitaraque 3. Gachantivá 4. Moniquirá 5. Ráquira 6. Sáchica 7. San José de Pare 8. Santa Sofía 9. Santana 10. Sutamarchán 11. Tinjacá 12. Togüí 13. Villa de Leyva | 1. Aquitania 2. Cuitiva 3. Firavitoba 4. Gámeza 5. Iza 6. Mongua 7. Monguí 8. Nobsa 9. Pesca 10. Sogamoso 11. Tibasosa 12. Tópaga 13. Tota 1. Belén 2. Busbanzá 3. Cerinza 4. Corrales 5. Duitama 6. Floresta 7. Paipa 8. Santa Rosa de Viterbo 9. Tutasá 1. Beteitiva 2. Chita 3. Jericó 4. Paz de Río 5. Socotá 6. Socha 7. Tasco 1. Cubará 1. Puerto Boyacá |

## Vanjske poveznice
- Službene stranice